# Kent International Airport
Kent International Airport är en flygplats i Storbritannien.   Den ligger i distriktet Thanet District, grevskapet Kent och riksdelen England, i den sydöstra delen av landet, 100 km öster om huvudstaden London. Kent International Airport ligger 55 meter över havet.
Terrängen runt Kent International Airport är platt. Havet är nära Kent International Airport österut. Runt Kent International Airport är det tätbefolkat, med 331 invånare per kvadratkilometer. Närmaste större samhälle är Margate, 5,2 km nordost om Kent International Airport. Trakten runt Kent International Airport består till största delen av jordbruksmark.